# Супермен (Расширенная вселенная DC)
Кларк Джо́зеф Кент (англ. Clark Joseph Kent), урождённый Кал-Эл (англ. Kal-El), наиболее известный под псевдонимом Суперме́н (англ. Superman) — персонаж Расширенной вселенной DC (DCEU), основанный на одноимённом герое DC Comics, созданном Джерри Сигелом и Джо Шустером. В фильмах он изображён как беженец с планеты Криптон, который приземляется на Землю, развивает сверхчеловеческие способности и становится одним из величайших защитников Земли. Однако длительный конфликт с фракцией выживших криптонцев во главе с генералом Зодом привёл к тому, что город Метрополис пострадал от тяжёлого сопутствующего ущерба, что привело к моральному расколу среди человечества в отношении его намерений как сверхсильного человека. Это, в частности, вызвало гнев миллиардера-филантропа и линчевателя Брюса Уэйна / Бэтмена, который позже вступил в конфронтацию с Кентом по поводу его действий. Оба они в конечном итоге примирили свои разногласия, чтобы предотвратить надвигающуюся угрозу Думсдэя, чудовищного существа, созданного генеральным директором LexCorp Лексом Лютором, намеревавшимся убить Супермена, причём последний отдал свою жизнь, чтобы убить существо с помощью Уэйна и новообретённой сообщницы Дианы Принс, воительницы с Темискиры. Кента в конечном итоге воскресили, и он объединился с группой других металюдей, известных как Лига справедливости, чтобы сразиться с Новым Богом Степным Волком и предотвратить Единство трёх Материнских кубов и последующее завоевание Земли племянником и хозяином Степного Волка, Дарксайдом.
Персонаж впервые появился в фильме «Человек из стали» (2013), где его роль исполнил Генри Кавилл, который является первым неамериканским актёром, сыгравшим Супермена в кино. Эта версия Супермена также появлялась в других фильмах, таких как «Бэтмен против Супермена: На заре справедливости» (2016) и «Лига справедливости» (2017), выступая в качестве одного из центральных персонажей в Расширенной вселенной DC. Фильмы режиссёра Зака Снайдера в DCEU были нацелены на то, чтобы изобразить Супермена в более ущербном и человеческом свете по сравнению с предыдущей серией фильмов Warner Bros., в результате чего получив поляризованные отзывы критиков и зрителей. Тем не менее, актёрская игра Кавилла в «Лиге справедливости Зака Снайдера» (2021), режиссёрской версии «Лиги справедливости», получила положительные отзывы.

## Концепция и разработка персонажа
Будучи одним из самых выдающихся супергероев DC Comics, Супермен ранее несколько раз появлялся в сериях фильмов, наиболее заметной из которых является серия фильмов о Супермене 1978—1987 годов, где роль Супермена исполнил Кристофер Рив. В то время как выступление Рива было широко признано одним из величайших в истории кино, серия была поставлена под угрозу после критического и коммерческого провала фильма «Супермен 4: В поисках мира». После «Возвращения Супермена», сиквела первых двух фильмов, вышедшего в 2006 году, в котором Брэндон Раут заменил Рива, начались переговоры об использовании этого фильма для создания общей вселенной для других персонажей DC, но они зашли в тупик. Поскольку контракт Раута на роль Супермена истекал в 2009 году, Warner Bros. решила перезагрузить франшизу, начав обдумывать идеи перезапуска серии фильмов. Одной из самых выдающихся идей, которые появились, была идея Супермена, вдохновлённого Золотым веком, «когда он был немного более обычным человеком».
По сути, он сказал мне: «У меня есть одна мысль о том, как бы ты подошёл к Супермену», я сразу понял это, мне понравилось, и я подумал: это способ подойти к истории, которую я никогда раньше не видел, что делает её невероятно захватывающей. Я хотел, чтобы мы с Эммой Томас сразу же приняли участие в руководстве проектом, доставили его в студию и запустили его захватывающим образом.
Во время съёмок трилогии фильмов о Бэтмене под названием «Тёмный рыцарь», которая впоследствии имела огромный успех, продюсер Дэвид С. Гойер поделился с режиссёром Кристофером Ноланом своей идеей относительно того, как представить Супермена в современном контексте. Впечатлённый концепцией Гойера, Нолан передал идею студии, которая наняла Нолана для продюсирования, а Гойера — для написания сценария, основываясь на финансовом и критическом успехе «Тёмного рыцаря».
Нолан восхищался работой Брайана Сингера над «Возвращением Супермена» за её связь с версией Ричарда Доннера, заявив, что «многие люди подходили к Супермену по-разному. Я знаю только тот способ, который сработал для нас, это то, что я знаю, как сделать», подчёркивая идею о том, что Бэтмен существует в мире, где он единственный супергерой, и подобный подход к «Человеку из стали» обеспечит целостность, необходимую для фильма. «Каждый из них соответствует внутренней логике истории. Они не имеют ничего общего друг с другом». Нолан, однако, уточнил, что новый фильм не будет иметь никакого отношения к предыдущей серии фильмов. Съемки «Человека из стали» начались в 2011 году с судебного иска, в котором говорилось, что на Warner Bros. может подать в суд семья создателя Супермена Джерри Сигела за упущенный доход от непроизведённого фильма после этого года, благодаря тому, что поместье семьи Сигелов вернула себе 50 % прав на происхождение Супермена и долю Сигела в авторских правах на Action Comics #1, несмотря на то, что студия не задолжала поместью Сигела деньги за предыдущие фильмы.

### Подбор актёров и исполнение

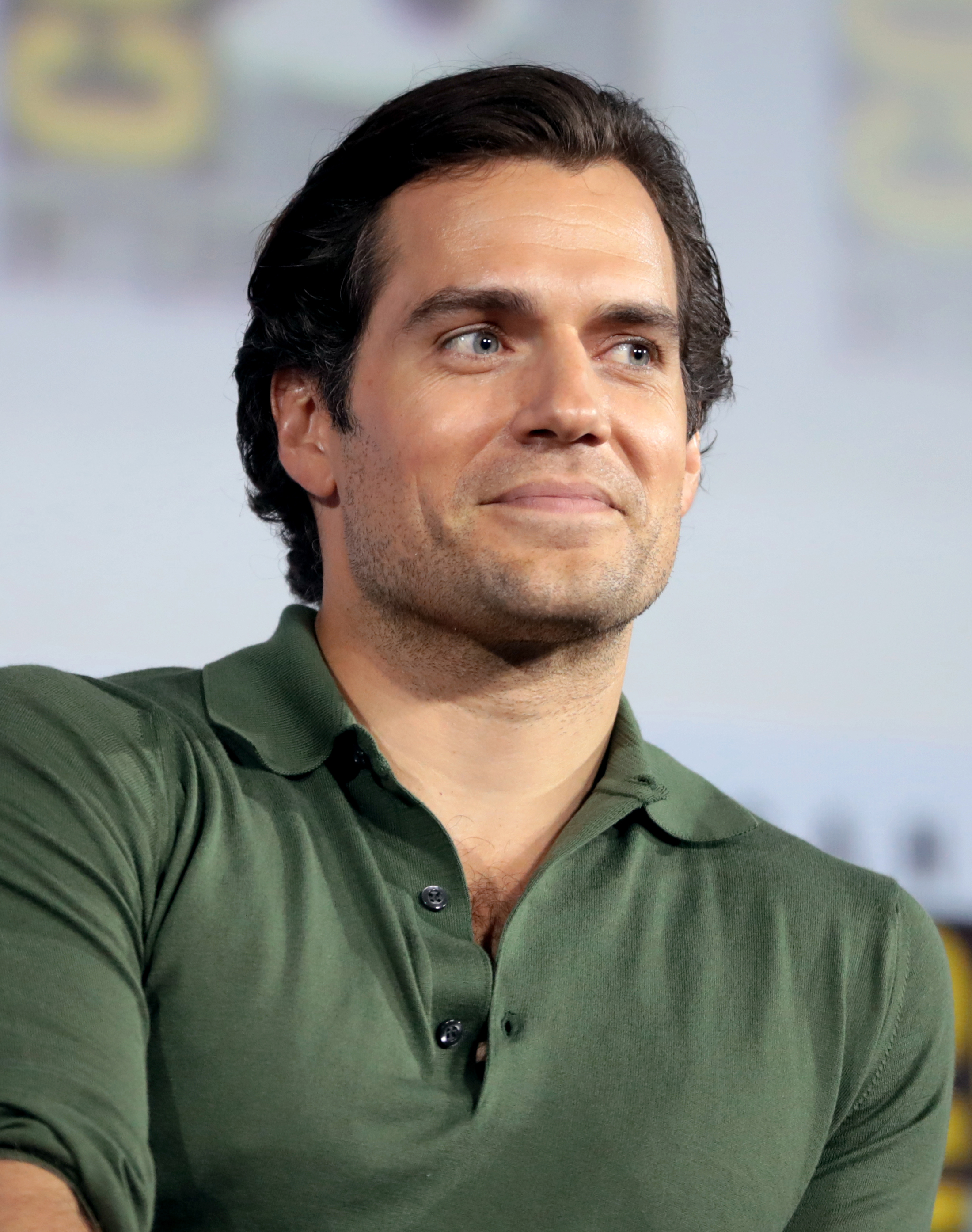
Генри Кавилл — первый неамериканский актёр, сыгравший Супермена в кино

Английский актёр Генри Кавилл получил роль Кларка Кента / Супермена в фильме «Человек из стали». Кавилл — первый неамериканский актёр, сыгравший этого персонажа. Ранее он получил роль в фильме «Супермен: Полёт», который в конечном итоге был отложен, и рассматривался на роль в фильме «Возвращение Супермена», но роль досталась Рауту. Кавилл заявил: «За персонажем Супермена стоит очень реальная история». Он объяснил, что целью каждого было исследовать трудности, с которыми сталкивается его персонаж в результате наличия нескольких личностей, включая его имя при рождении, Кал-Эл, и его альтер эго, Кларк Кент. Кавилл также заявил, что «он одинок, и нет никого похожего на него», имея в виду уязвимые места Супермена. «Это, должно быть, невероятно страшно и одиноко — не знать, кто ты и что ты, и пытаться выяснить, что имеет смысл. Где ваша исходная точка? Из чего вы черпаете? Где вы проводите границу с той силой, которая у вас есть? Само по себе это невероятная слабость». В интервью журналу «Total Film» Кавилл заявил, что потреблял почти 5000 калорий в день, тренировался более двух часов в день и потреблял белок, чтобы набрать мышечную массу. Купер Тимберлайн получил роль 9-летнего Кларка Кента, а Дилана Спрейберри взяли на роль 13-летнего Кларка Кента.
Во время пересъёмок «Лиги справедливости» Кавилл отрастил усы во время перерывов в производстве фильма из-за его роли в фильме «Миссия невыполнима: Последствия», и по контракту Paramount Pictures обязала его сохранить усы. Это было проблематично во время пересъёмок «Лиги справедливости», поэтому в этом фильме усы Кавилла были удалены на компьютере.
В то время как Супермен играет эпизодическую роль в фильме «Шазам!», его изображает двойник Закари Ливая из-за того, что Кавилл в то время был недоступен для съёмок. Остаётся неподтверждённым, сыграет ли Кавилл эту роль снова, хотя в 2021 году он заявил, что он всё ещё открыт для изображения персонажа, в частности, что «Мне ещё предстоит много рассказать как Супермену, и я был бы очень рад такой возможности».
Супермен снова появился в эпизодической роли в финале сезона телесериала «Миротворец», где его роль исполнил актёр Брэд Абраменко. Абраменко использовал тот же костюм, что и Кавилл в предыдущих фильмах.

#### Дизайн костюма
Костюм Супермена в «Человеке из стали», в дополнение к костюмам других криптонцев, таких как Джор-Эл и генерал Зод, был разработан с текстурированным мотивом кольчуги, который, как намеревался художник по костюмам Майкл Уилкинсон, должен был вызвать мантру «Человека из стали» и иноземную тему и выделять Супермена на фоне людей Земли, что является отходом от предыдущих интерпретаций костюма, основанных на ткани. Также заметно отсутствуют красные плавки, которые, по словам Зака Снайдера, не вписывались в мир, который он создавал в фильме, хотя плащ был сохранён, чтобы сохранить узнаваемость Супермена. Это также отражает редизайн Супермена в «The New 52».
Для фильма «Бэтмен против Супермена: На заре справедливости» Уилкинсон и команда костюмеров продолжили совершенствовать костюм Супермена, добавляя новые функции. В частности, гребень и бицепсы обновленного костюма содержат цитату Джозефа Кэмпбелла, написанную на криптонском языке, разработанном для фильмов: «Там, где мы думали стоять в одиночестве, мы будем со всем миром». Уилкинсон отмечает, что Снайдер является горячим поклонником творчества Кэмпбелла, говоря, что Снайдер «нашёл цитату, которая, казалось, действительно связана с Суперменом и его местом в мире. Это была цитата, которая имеет отношение к идее отчуждения или объединения и ощущения себя частью общества. Это то, с чем Супермен постоянно борется — чувство отчуждения и связи. Цитата посвящена этим вопросам».
Для театрального выпуска «Лиги справедливости» Снайдер первоначально планировал, чтобы Супермен носил свой чёрный костюм, как показано в сюжетной линии комиксов The Death of Superman, прежде чем уйти с производства фильма, но руководители Warner Bros. отказали ему в этой идеи. В режиссёрской версии фильма 2021 года, в которой представлены оригинальные кадры Снайдера до пересъёмок в дополнение к дополнительным кадрам, снятым в 2020 году, костюм Супермена был на компьютере перекрашен в сценах, где он изображён в чёрном костюме.

### Темы и характеризация

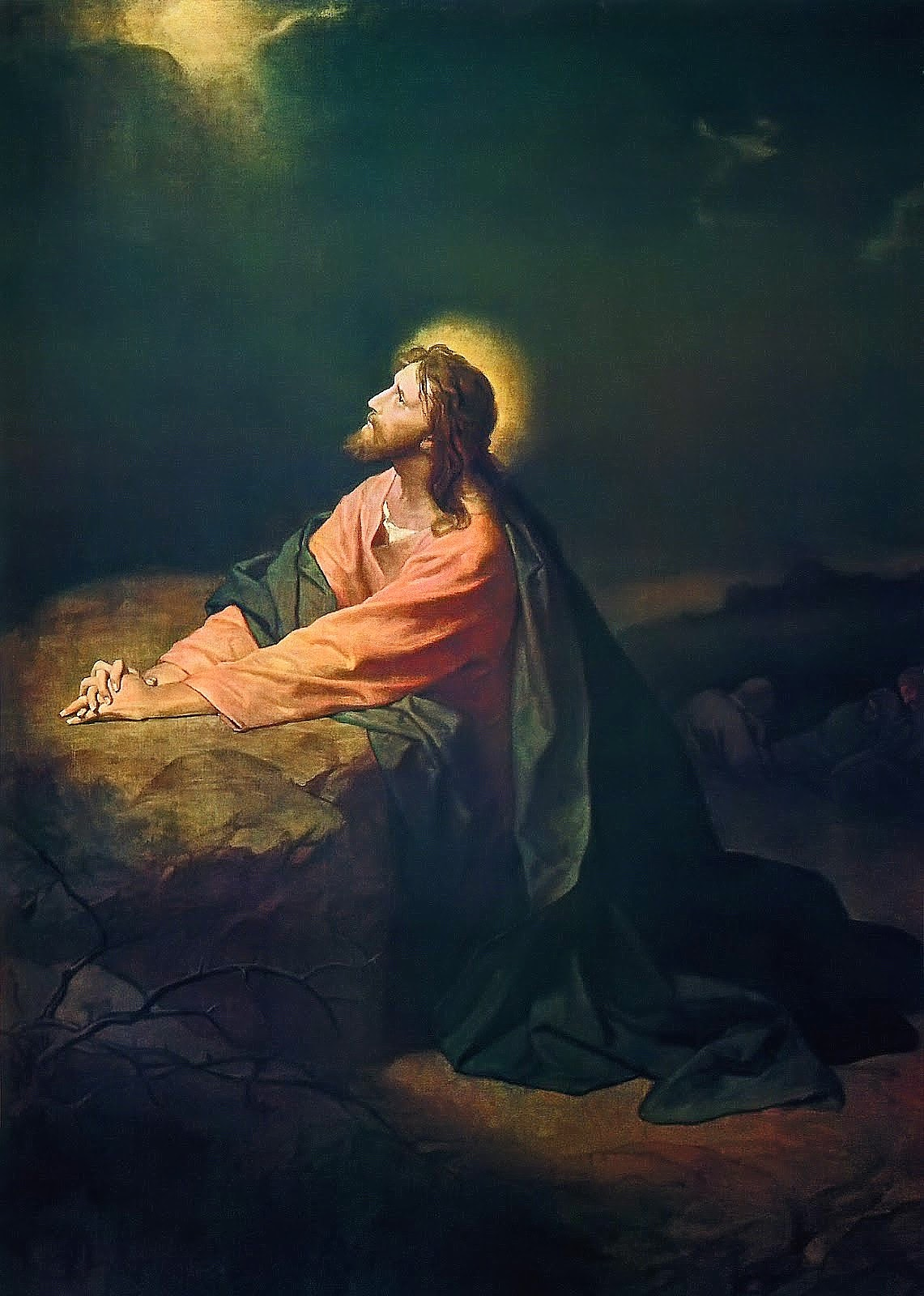
Критики сравнивали борьбу Кларка с борьбой Иисуса перед его распятием. Стеклянная мозаика с изображением Иисуса в Гефсимании, похожая на эту, появляется на заднем плане, когда Кларк посещает церковь в «Человеке из стали».

Как и в изображении персонажа Кристофером Ривом, в версии Супермена DCEU было несколько намёков на Иисуса. Многие рецензенты интерпретировали «Человека из стали» как религиозную аллегорию, особенно с тех пор, как Warner Bros. создала веб-сайт www.manofsteelresources.com, в котором содержится «девятистраничная брошюра под названием „Иисус — первоначальный супергерой“». Джастин Крэйг из Fox News указывает на несколько аллегорий в «Человеке из стали» на Христа, которые включают возраст Кларка в 33 года в фильме, который был возрастом Иисуса во время его распятия, заковывание в кандалы перед допросом, похожим на арест Иисуса, и земного отца Кларка Джонатана, являющегося торговцем, похожего на земного отца Иисуса, Иосифа. Крэйг также сравнивает борьбу Кал-Эла со страстями Христовыми, заявляя, что «Кал-Эл более чем готов пожертвовать собой, чтобы спасти людей Земли. Первоначально неохотно раскрывая свою личность и силы миру, Супер решает сдаться Зоду, чтобы спасти человечество от уничтожения». Далее он утверждает, что в «Человеке из стали» есть аллегория Троицы: «Джор-Эл возвращается к Кал-Элу на Землю в виде призрака, направляя своего подающего надежды сына-супергероя на его пути к спасению. Прежде чем Джор-Эл отправит своего сына на Землю в стиле младенца Моисея, он говорит своей жене, что, подобно Иисусу, „Он будет богом для них“». Ричард Корлисс из журнала «Time» также привёл другие аллегории, такие как сравнение спасения Кларком своих одноклассников в возрасте 12 лет с Иисусом, находящимся в храме в том же возрасте, что и вспышки их потенциала, будучи посланным на Землю «небесным отцом» Джор-Элом, и посещение Кларком церкви, размышляя о сдачи генералу Зоду, чтобы защитить человечество, с фреской Иисуса в его последние дни на заднем плане.
Однако Кларк борется со своей идентичностью в DCEU, несмотря на то, что граждане Земли относятся к нему как к богу. Корлисс сравнивает Кларка в «Человеке из стали» с Иисусом, изображённым в «Последнем искушении Христа», поскольку оба персонажа сомневаются в своей божественности в своих соответствующих фильмах. Кроме того, кинокритик Мэтт Золлер Сайц отмечает, что Кавилл и Спрейберри изображают Кларка Кента / Супермена, пронизанного конфликтом о том, как проявить свои способности, не будучи заклеймённым «уродом» и справляясь с последствиями травмирующих событий из его жизни, но вынужденного покинуть свою зону комфорта с прибытием генерала Зода на Землю. Золлер Сайц также комментирует, что Кавилл не демонстрирует фирменную уверенность Супермена, как это сделал Кристофер Рив, из-за внутреннего конфликта персонажа в фильме. Ко времени «Бэтмена против Супермена» Кларк освоился со своей ролью супергероя, а Кавилл добавил: «Он более менее привык к этому, делая всё возможное, чтобы спасти как можно больше жизней», далее объяснив: «Он больше не в бешенстве. Он больше не похож на супергероя с мокрыми за ушами». Напротив, Супермен вынужден сталкиваться с жёсткой критикой некоторых своих предыдущих действий. Он также не согласен с формой правосудия Бэтмена в фильме, что привело к конфликту между двумя линчевателями.
Несмотря на то, что в первых двух фильмах DCEU Супермена описывали как «безрадостного», режиссёр Зак Снайдер упомянул, что в его первоначальном видении арки персонажа Кларк станет «настоящим Суперменом» к концу «Лиги справедливости». Снайдеру нравилось работать с идеей Супермена, борющегося со своей моралью, отношениями с Лоис Лейн и своим местом на Земле, поскольку это сделало бы персонажа более близким к человечеству, и что Супермену пришлось бы «заслужить» своё место на «вершине мира супергероев DC». Тем не менее, многочисленные сцены, которые могли бы дополнить образ персонажа в театральном выпуске фильма, были вырезаны после того, как Джосс Уидон занял место Снайдера. Эти удалённые сцены были восстановлены в «Лиге справедливости Зака Снайдера», режиссёрской версии фильма.

## Биография персонажа

### Прибытие на Землю

Дилан Спрейберри в роли 13-летнего Кларка Кента в фильме «Человек из стали»

В 1980 году Кал-Эл стал первым криптонцем, родившимся естественным путём за многие поколения. Его родители, Джор-Эл и Лара-Эл, безуспешно борются за спасение своей планеты Криптон от неизбежного уничтожения из-за безрассудного использования криптонцами ресурсов планеты, а также должны защищаться от заговора генерала Зода. Не имея возможности спасти планету, Джор-Эл и Лара вводят Кэлу кодекс, содержащий генетическую информацию для будущих криптонских рождений, прежде чем отправить его на Землю на заранее запрограммированном звездолёте. Они делают вывод, что их сын разовьёт великие способности на Земле и «станет богом для них». Джонатан и Марта Кенты обнаруживают Кала в Смолвилле, штат Канзас, после аварийной посадки на Землю и впоследствии воспитывают его как своего приёмного сына Кларка Кента.
В детстве Кент становится изолированным в результате развития сверхчеловеческих способностей, которые он пытается скрыть от других, но в одном случае он в одиночку спасает школьный автобус, перевозивший его одноклассников, от падения в реку. Он узнаёт о своём истинном происхождении от Джонатана, который убеждает его скрывать свои способности. В 1997 году Джонатан погибает во время торнадо, отказываясь позволить Кенту спасти его, поскольку это может раскрыть Кента миру прежде, чем он будет готов. Обременённый чувством вины и ищущий новую цель в своей жизни, Кент отправляется путешествовать по миру в течение нескольких лет под разными псевдонимами.

### Становление Суперменом
В 2013 году Кент отправляется в Канаду, сначала устраиваясь на работу барменом, но позже находит работу в буровой компании, которая обнаружила объект, оказавшийся криптонским разведывательным кораблём. Кент входит на корабль и активирует его центральный компьютер, используя ключ, оставленный Джор-Элом, который позволяет ему общаться с искусственным интеллектом, созданным по образцу его отца. Следуя за Кентом, репортер Лоис Лейн из «Daily Planet» непреднамеренно запускает систему безопасности корабля. Кент использует свои способности, чтобы спасти Лейн, которая освещает событие, прежде чем надеть форму и проверить свои лётные способности. Не сумев убедить супервайзера Перри Уайта опубликовать статью об инциденте, Лейн выслеживает Кента и возвращается в его семейный дом в Канзасе, намереваясь докопаться до истины. Она пытается убедить Кента позволить ей раскрыть его историю, но решает отказаться от неё, услышав о жертве Джонатана, и сохраняет личность Кента в безопасности.
Когда Зод и его последователи прибывают на Землю и требуют выдать Кал-Эла, Кент обращается за советом к местному пастору о том, стоит ли доверять человечеству, признавшись, что он тот, кого ищет Зод, и пришёл к выводу, что Зод будет вести войну, несмотря ни на что, а пастор говорит ему сделать «прыжок веры». Не раскрывая своей личности и надев криптонскую форму, Кент встречается с ВВС США и соглашается подчиниться, а Лейн присоединяется к нему в качестве заложника. Используя ИИ Джор-Эла, чтобы захватить корабль, Кент и Лейн сбегают и предупреждают американских военных о плане Зода, что приводит к взрывоопасной конфронтации между Кентом и войсками Зода вокруг Смолвиля, как раз в тот момент, когда Зод отдаёт приказ о вторжении. Зод запускает Мировой двигатель с криптонского корабля, который приземляется в Индийском океане и начинает стрелять лучом через планету в сторону корабля, серьёзно повреждая город Метрополис на противоположной стороне мира и инициируя стратегию терраформинга.
Кент уничтожает Мировой двигатель, в то время как военные совершают самоубийственную атаку на корабль, отправляя войска Зода обратно в Фантомную зону. Когда корабль уничтожен, а единственная надежда Криптона на возрождение исчезла, Зод клянётся уничтожить Землю и её обитателей из мести. Два криптонца вступают в длительную битву по всему Метрополису, которая заканчивается, когда Кент вынужден убить Зода, когда он нападает на загнанную в угол семью на железнодорожной станции. После этого Кент принимает отдельную общественную личность с военным кодовым именем Супермен и убеждает генерала Кэлвина Суонвика позволить ему действовать независимо, пока он не пойдёт против человечества. Чтобы иметь доступ к опасным ситуациям, не привлекая внимания, он тайно сохраняет свою гражданскую личность и устраивается на работу внештатным репортёром в «Daily Planet».

### Противоречивая фигура

Кларк за работой в «Daily Planet», как показано в фильме «Бэтмен против Супермена: На заре справедливости».

В 2015 году Супермен стал противоречивой фигурой, некоторые его называют героем, но другие, включая генерального директора «Wayne Enterprises» Брюса Уэйна, называют его «ложным богом» и опасным. Кент сейчас в отношениях с Лейн и получил повышение в «Daily Planet», в то время как в качестве Супермена он участвовал во многих актах, таких как борьба с лесными пожарами, наводнениями, землетрясениями и другими стихийными бедствиями, спасение пассажиров в поезде, предотвращение ракетного нападения на США и задержание преступников.
Уайт поручает Кенту вести спортивный репортаж в Готэм-Сити, но вместо этого он начинает расследование в отношении Бэтмена. Лекс Лютор приглашает Кента на гала-концерт и просит его, чтобы Кент был репортёром для освещения этого события. Там он встречает Уэйна, спрашивая его о его мнении о Бэтмене, к большому раздражению Уэйна, что приводит к спору о деяниях Супермена по сравнению с деяниями Бэтмена, прежде чем Лютор вмешивается в разговор, чтобы представиться. Уэйн находится на гала-концерте, чтобы попытаться украсть информацию у Лютора, а также ищет криптонит в попытке сразиться с Суперменом. Во время просмотра телевизора Кент видит, как многочисленные личности, в том числе космолог Нил Деграсс Тайсон и сенатор США Джун Финч, спорят о влиянии Супермена на мир, причём Тайсон поддерживает Супермена, а Финч выражает скептицизм. После того, как Уайт отверг попытки Кента расследовать дело Бэтмена и сообщения о неправомерных действиях Бэтмена со стороны «Gotham Free Press», он решает противостоять крестоносцу в плаще более непосредственно, как Супермен, остановив попытку Бэтмена захватить криптонит у людей Лютора и оставив ему предупреждение.
Во время огласки слушаний в Конгрессе в Капитолии США о действиях Супермена Финч расспрашивает Супермена о некоторых его предполагаемых разногласиях, но бомба, заложенная там Лютором, взрывается, убивая всех внутри, кроме Супермена. Супермен винит себя в том, что не обнаружил её вовремя, и уходит в изгнание. Лютор выманивает Супермена из изгнания, похищая Лейн и Марту Кент. Он выталкивает Лейн из здания LexCorp. Супермен спасает её и противостоит Лютору, который раскрывает, что он манипулировал им и Бэтменом, разжигая их недоверие. Лютор требует, чтобы он убил Бэтмена в обмен на жизнь Марты. Супермен пытается объяснить это Бэтмену, который вместо этого нападает на него и в конце концов обезвреживает его, используя криптонитовый газ после длительной дуэли. Когда Бэтмен готовится нанести удар копьём, Супермен умоляет его «спасти Марту», заставляя Бэтмена остановиться в замешательстве.
Придя в себя от осознания того, как низко он пал после того, как Лоис прибывает и объясняет слова Супермена, Бэтмен обещает спасти Марту. Супермен восстанавливает свои силы и противостоит Лютору на корабле-разведчике. Лютор выполняет свой запасной план, высвобождая Думсдэя, генетически сконструированного монстра из ДНК Зода и его собственной. Диана Принс, торговка антиквариатом, с которой Брюс столкнулся ранее на гала-концерте, а также была раскрыта как метачеловек, известная как Чудо-женщина, прибывает со своими метачеловеческими способностями и объединяет силы с Бэтменом и Суперменом против существа. Несмотря на превосходство, Супермен осознаёт свою уязвимость перед криптонитом и забирает копьё. Попрощавшись с Лоис, он пронзает существо копьём, но в последние мгновения существо убивает Супермена, который был ослаблен воздействием криптонита. Супермена оплакивает весь мир, а Кларку устраивают частные похороны в Смолвиле, на которых присутствуют Лоис, Марта, Брюс, Диана и другие близкие знакомые.

### Воскрешение

#### Театральная версия

Крупный план Кларка Кента / Супермена в театральной версии «Лиги справедливости». То, как стёрли усы Генри Кавилла на компьютере в этой версии фильма, вызвало насмешки.

В 2017 году, после вторжения демонического Нового Бога Степного Волка, Принс объединяется с Уэйном, чтобы создать свою собственную группу металюдей, завербовав Барри Аллена, Артура Карри и Виктора Стоуна. Однако группа по-прежнему не может совладать со Степным Волком и его приспешниками, и Уэйн приходит к выводу, что им нужно воскресить Супермена, если они действительно хотят спасти Землю. Тело Кента эксгумировано Алленом и Стоуном и помещено в амниотическую жидкость камеры генезиса криптонского разведывательного корабля вместе с Материнским кубом, который они извлекли, поскольку устройство использовалось для спасения жизни Стоуна после ужасного несчастного случая.
Аллен использует свои силы, чтобы зарядить его, и успешно воскрешает Супермена. Однако воспоминания Супермена не вернулись, и он нападает на группу после того, как Киборг случайно запускает в него снаряд. Находясь на грани того, чтобы быть убитым Суперменом, Бэтмен посылает Лейн успокоить Супермена.
Без помощи Супермена пятеро героев отправляются в деревню в России, где Степной Волк стремится снова объединить Материнские кубы, чтобы переделать Землю для своего племянника и предводителя Дарксайда, который является правителем планеты Апоколипс. Супермен прибывает, помня о своём обещании помочь Бэтмену после того, как Лейн напоминает ему, и помогает Аллену эвакуировать город, а также помогает Стоуну разделить Материнские кубы. Команда побеждает Степного Волка, а Супермен и Чудо-женщина уничтожают его секиру. Охваченный страхом, Степной Волк подвергается нападению своих собственных Парадемонов, прежде чем все они телепортируются обратно на Апоколипс.
После битвы Уэйн вновь приобретает ферму Кентов для Марты, прежде чем её смогут конфисковать, и решает перестроить поместье Уэйнов в качестве операционной базы для команды, и он и Принс соглашаются, что к ним может присоединиться больше героев. Супермен возобновляет свою жизнь в качестве Кента и защитника Земли, благодаря Уэйна и Принс за то, что они не теряют надежды на человечество, в то время как Бэтмен предлагает Супермену мантию лидера новоиспечённой Лиги справедливости. Позже Супермен устраивает дружескую гонку с Флэшем, чтобы посмотреть, кто быстрее.

#### Режиссёрская версия

Чёрный костюм Супермена, окрашенный на компьютере, как показано в «Лиге справедливости Зака Снайдера»

Крик Супермена во время его смерти пробуждает все три Материнских куба, а тот, который находится под наблюдением амазонок, взывает к инопланетному завоевателю Степному Волку. После того, как Виктор объясняет команде природу Материнских кубов, указывая, что они являются беспристрастными «механизмами перемен» и что кубы не взывали к Степному Волку до смерти Супермена, команда единогласно голосует за использование куба для воскрешения Человека из стали.
Когда Кент уезжает с Лейн в Смолвиль, чтобы восстановить свои воспоминания, они подтверждают свою помолвку после того, как Кент видит, что она всё ещё носит подаренное ей кольцо, и они также воссоединяются с Мартой. Он добровольно уходит, чтобы сразиться со Степным волком, говоря, что команда «вернула его не просто так». Супермен выбирает чёрную версию своего костюма с корабля-разведчика и узнаёт местонахождение Лиги справедливости от дворецкого Брюса Альфреда Пенниуорта, затем перехватывает смертельный удар Степного Волка, предназначенный Стоуну, замораживает секиру Нового Бога и жестоко одолевает его, сжигая его правый рог своим тепловым зрением.
Несмотря на прибытие Супермена, Стоун не может вовремя разъединить Материнские кубы, что приводит к взрыву, который начинает разрушать Землю, пока Аллен не входит в Спидфорс и не обращает время вспять. Затем Супермен помогает Стоуну разделить коробки, и отвлечённый Степной Волк получает удар трезубцем в спину от Карри, прежде чем Супермен бросает его в сторону Чудо-женщины, которая убивает Степного Волка, обезглавливая его, прежде чем его тело проходит через трубу обратно на Апоколипс.

### Более поздние годы
В 2018 году Супермен наносит визит Фредди Фримену и Шазаму в их школьной столовой. В 2021 году наёмник Роберт Дюбуа / Бладспорт выстрелил в Супермена криптонитовой пулей и отправил его в отделение интенсивной терапии. Однако ему удаётся выжить, и Дюбуа попадает в тюрьму, прежде чем Аманда Уоллер вербует его в Отряд самоубийц в обмен на смягчение тюремного срока.
В 2022 году он, Диана Принс / Чудо-женщина, Барри Аллен / Флэш и Артур Карри / Аквамен (по приказу Уоллер) прибывают, чтобы помочь Кристоферу Смиту / Миротворцу противостоять армии Бабочек, но опаздывают и пропускают бой.
Позже в том же году Аманда вновь вызывает Супермена, чтобы он противостоял новому лидеру Кандака, Чёрному Адаму. Супермен подходит к Чёрному Адаму и говорит, что им двоим нужно поговорить.
Спустя несколько месяцев в землях Гватемалы Супермен спасает людей от извержения вулкана.

## Альтернативные версии

### Победа Степного Волка
В «Лиге справедливости Зака Снайдера» показан момент, когда Материнские кубы сходятся, и Лига справедливости не успевает вовремя помешать Степному Волку призвать Дарксайда и его армию. Супермен, вместе с остальными членами Лиги справедливости, погибает в эпицентре события. Эта версия событий стирается, когда Барри Аллен входит в Спидфорс и обращает время вспять.

### Реальность Кошмара
Виктор Стоун и Брюс Уэйн видят предчувствия реальности «Кошмара», в которой Дарксайд убивает Лейн по возвращении на Землю, оставляя опустошённого Супермена восприимчивым к Уравнению Антижизни и становясь заместителем Дарксайда. Предчувствие Уэйна также показало, что Супермен возглавит целый Режим, объединённый с силами Апоколипса, который захватит Бэтмена и других членов его повстанческого движения, чтобы подвергнуть их пыткам и быть убитыми самим Суперменом.

## Другие появления

### Видеоигры
- Изображение Супермена из «Человека из стали» фигурирует в качестве скина в видеоигре 2013 года Injustice: Gods Among Us.
- Костюм Кларка из «Лиги справедливости» можно загрузить в качестве скина в видеоигре 2017 года Lego DC Super-Villains.
- Супермен появляется вместе с остальными членами Лиги справедливости в видеоигре виртуальной реальности Justice League VR: The Complete Experience.
- Версия Супермена из Расширенной вселенной DC является игровым персонажем в мобильной версии игры Injustice 2. Эмблема на груди также является открываемым дополнением к костюму.

## Реакция и наследие
Выступление Кавилла в роли Супермена получило неоднозначные отзывы критиков и зрителей. В то время как изображение Кавиллом внутреннего смятения Кларка Кента и его отношений с коллегой по фильму Эми Адамс получило высокую оценку, другие критики прокомментировали кажущуюся жесткость и отсутствие харизмы в «Человеке из стали». Эти критические оценки также перешли на продолжение фильма, «Бэтмен против Супермена: На заре справедливости». В положительном отзыве о фильме Ричард Корлисс написал: «Фильм обретает свою истинную, возвышенную основу не тогда, когда демонстрирует экстраординарные способности Кал-Эла, а когда драматизирует волнующую человечность Кларка Кента. Супер-часть „Человека из стали“ — это просто хорошо, но человеческая часть — это супер».
Особой критике подверглось решение Супермена убить генерала Зода во время кульминации «Человека из стали». Художник Нил Адамс предположил, что у Супермена были другие альтернативы, когда Зод угрожал невинным людям своим тепловым зрением, например, закрыть ему глаза. Он также раскритиковал Супермена за то, что он не перенёс битву подальше от Метрополиса, как это сделал персонаж в конце «Супермена II», причинив городу значительный сопутствующий ущерб. Однако Адам Холмс из CinemaBlend возразил, сказав, что Кларк всё ещё неопытен как супергерой в «Человеке из стали», учась на своих ошибках в «Бэтмене против Супермена», в котором он успешно отправляет Думсдэя в космос.
В театральном выпуске «Лиги справедливости» зрители отметили, что Супермен стал более надеющимся и оптимистичным и больше соответствовал изображению персонажа Кристофером Ривом, но что его смена характера была резкой и необъяснимой, среди многих несоответствий в фильме, вызванных внезапной передачей режиссёрских обязанностей от Зака Снайдера к Джоссу Уидону. Кроме того, то, как плохо было исполнено удаление его усов на компьютере, стало предметом насмешек.
Напротив, критики похвалили персонажа Супермена в «Версии Снайдера» как более естественного, а некоторые утверждали, что лучшие сцены в фильме были с участием Генри Кавилла. Том Йоргенсен из IGN написал: «Его воссоединение с Лоис Лейн (Эми Адамс) и Мартой Кент (Дайан Лейн) гораздо более эмоциональное благодаря тому, что Снайдер больше внимания уделяет тому, насколько они обе были опустошены его смертью. Тем не менее, один из способов, которым версия Снайдера не сильно отличается от театральной версии в концепции, заключается в том, что роль Супермена ограничена замыслом; но здесь, по крайней мере, он гораздо более распространён как символ для наших героев».
В преддверии выхода фильма Кинематографической вселенной Marvel «Вечные» (2021) режиссёр Хлоя Чжао заявила, что её интерпретация персонажа Икариса в фильме была сильно вдохновлена Суперменом, изображённым в фильмах Снайдера в DCEU, особенно «аутентичным и очень реальным» подходом Снайдера в «Человеке из стали», который «оставил сильное впечатление» на Чжао.

## Комментарии
1. ↑  Корабль-разведчик берёт на себя функции Крепости Одиночества в DCEU.
2. ↑  В расширенной версии «Бэтмена против Супермена: На заре справедливости» показано, что бомба была заключена в свинец, один из немногих материалов, которые могут блокировать рентгеновское зрение Супермена.